# Segurilla (kommunhuvudort)
Segurilla är en kommunhuvudort i Spanien.   Den ligger i provinsen Toledo och regionen Kastilien-La Mancha, i den centrala delen av landet, 110 km väster om huvudstaden Madrid. Segurilla ligger 566 meter över havet och antalet invånare är 1 132.
Terrängen runt Segurilla är huvudsakligen platt, men åt sydväst är den kuperad. Segurilla ligger uppe på en höjd. Runt Segurilla är det tätbefolkat, med 397 invånare per kvadratkilometer. Närmaste större samhälle är Talavera de la Reina, 7,3 km söder om Segurilla. Trakten runt Segurilla består till största delen av jordbruksmark.